# Оніл Фішер
Оніл Фішер (англ. Oniel Fisher, нар. 22 листопада 1991, Портмор) — ямайський футболіст, півзахисник клубу «Сіетл Саундерз» та національної збірної Ямайки.

## Клубна кар'єра
Народився 22 листопада 1991 року в місті Портмор. На молодіжному рівні Фішер виступав на батьківщині за клуб «Сент-Джорджес». У 2011 році він приїхав у США і вступив в Початковий коледж Тайлера в Техасі, а після його закінчення з 2013 року продовжив освіту в Університеті Нью-Мексико. В обох навчальних закладах він грав за студентські футбольні команди. Під час перерв у заняттях Оніл також виступав за клуби з ліг четвертого рівня: за «Джерсі Експрес» у Premier Development League в 2012 році і молодіжний склад «Нью-Йорк Ред Буллз» у National Premier Soccer League у 2013 і 2014 роках.
15 січня 2015 року на Супердрафті MLS Фішер був обраний у другому раунді під загальним 40-м номером клубом «Сіетл Саундерс» і підписаний двома місяцями пізніше. Його професійний дебют відбувся 21 березня, в матчі за фарм-клуб «Сіетл Саундерс 2» проти «Сакраменто Ріпаблік» в United Soccer League, де він вийшов у стартовому складі і відіграв тайм. Через тиждень, 28 березня Фішер вперше з'явився на полі у матчі MLS, у зустрічі з «Далласом» на 86-й хвилині він замінив Майкла Азіру. Відтоді встиг відіграти за команду з Сіетла 31 матч в чемпіонаті.

## Виступи за збірні
Протягом 2010—2011 років залучався до складу молодіжної збірної Ямайки і брав участь у Молодіжному чемпіонаті КОНКАКАФ 2011 року, де зіграв у всіх трьох матчах збірної на турнірі. Всього на молодіжному рівні зіграв у 5 офіційних матчах.
11 серпня 2010 року дебютував в офіційних матчах у складі національної збірної Ямайки в товариській грі проти збірної Тринідаду і Тобаго.
Влітку 2017 року був основним гравцем ямайської збірної на Карибському кубку 2017, у фіналі якого «реггі бойз» поступилися Кюрасао. Незабаром після цього Фішер потрапив у фінальний список гравців збірної Ямайки, заявлених для участі у Золотому кубку КОНКАКАФ 2017 у США.
Наразі провів у формі головної команди країни 11 матчів.

## Досягнення
- Чемпіон MLS: 2016
- Срібний призер Золотого кубка КОНКАКАФ: 2017